# Сушинский (герб)
Сушинский  (пол. Suszyński) — польский дворянский герб.

## Описание
В червленом поле накрест вверх две серебряные стрелы с золотыми наконечниками. Поверх них серебряная подкова концами вниз с черными гвоздями. Над щитом дворянский коронованный шлем. Нашлемник: золотой меч острием вверх, по бокам по золотой шестиконечной звезде. Намет: червленый с серебром.

## Герб используют
15 родов
Drugstejn, Druktejn, Hanusowski, Hanussowski, Koźlakowski, Miklaszewski, Mordwin, Posudziejowski, Posudziewski, Sulżyński, Suszyński, Szołżyński, Świątkowski, Świętkowski, Turkiewicz
- Пётр Петрович Сущинский (1842—1907) — фармаколог. 09.11.1862 — отставной действительный статский советник, жалован дипломом на потомственное дворянское достоинство.